# Leptoctenopsis melusina
Leptoctenopsis melusina là một loài bướm đêm trong họ Geometridae.